# Pawłów Trzebnicki
Pawłów Trzebnicki est une localité polonaise de la gmina de Prusice, située dans le powiat de Trzebnica en voïvodie de Basse-Silésie.